# Lahn (Gemeinde Wald)
Lahn ist eine Streusiedlung im Oberpinzgau, dem hinteren Salzachtal des Bezirks Zell am See/Pinzgau, und Ortschaft der Gemeinde Wald im Pinzgau, am Südrand der Kitzbüheler Alpen.

## Geographie
Die Ansiedlungen mit etwa 280 Einwohnern und 80 Häusern liegen talaufwärts von Wald und Vorderwaldberg am Südhang des Salzachtals, zwischen 900 m am Talgrund und an der L 113 (Krimmler Landstraße), 1100 m an der Alten Gerlosstraße B 165 (Ghf. Grübl) und 1200 m ü. A. in der Einöde Lahnbauer, mit einigen weiteren Hofstellen. Außerdem hat die Ortschaft die Haltestelle Lahnsiedlung der Pinzgauer Lokalbahn, die Postbuslinie 670 Zell am See – Krimml hält in der Finksiedlung.
Zum Ortschaftsgebiet gehört auch der Osthang des Trattenbachtals – der Westhang gehört zur Ortschaft Rosental (Gemeinde Neukirchen) – nach Norden, mit den Almen Besensteinalm, Wurfgrundalm, Wurf-Hochalm, Happingalm, Happing Hochalm gegen den Gernkogel und Trattenbachalm, Trattenbach-Hochalm gegen Kröndlhorn. Das Ortschaftgebiet erstreckt sich bis an die Landesgrenze zu Tirol an der Filzenscharte, mit etwa 8,2 Kilometer Nord-Süd-Erstreckung.
Nachbarortschaften

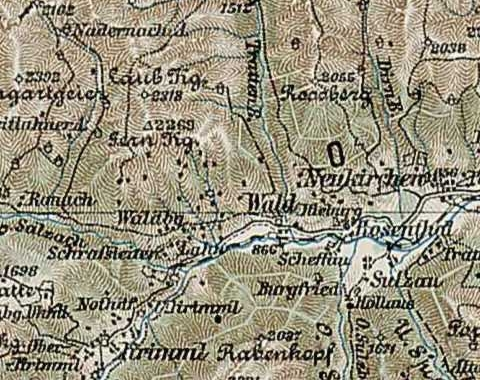
„Wald“. Franzisco-Josephinische Landesaufnahme, Blatt 30–47 Bruneck, um 1900
„Lahn“ beim Ende der Pinzgaubahn

| Hinterwaldberg | Rettenbach (Gemeinde Westendorf, Tir.)      |                |
|                | Kompassrose, die auf Nachbargemeinden zeigt | Vorderwaldberg |
| Vorderkrimml   |                                             | Wald           |

## Geschichte
Hinterwaldberg liegt am alten Saumpfad von Mittersill als Handelsknoten über den Gerlospass (Pinzgauer Höhe) nach Zell am Ziller. Er wurde 1631 zum Fuhrweg ausgebaut. 1962 wurde die über Krimml führende neue Gerlos Alpenstraße eröffnet, die Franz Wallack, der Erbauer der Großglockner Hochalpenstraße, geplant hatte. Damit verlor die Alte Gerlosstraße an Bedeutung.

## Tourismus und Sehenswürdigkeiten
Der Arnoweg läuft durch diese Ortschaft, nachdem er von Hinterwaldberg kommend bei Orgler die Salzach quert. Er läuft dann als Anstieg zum Pinzgauer Spaziergang oberhalb Lahn und Vorderwaldberg weiter.